# جي. الكسندر هيرد
جي. الكسندر هيرد (بالإنجليزية: G. Alexander Heard)‏ هو عالم سياسة أمريكي، ولد في 14 مارس 1917 في سافانا في الولايات المتحدة، وتوفي في 24 يوليو 2009 في ناشفيل في الولايات المتحدة.

## وصلات خارجية
- جي. الكسندر هيرد على موقع إن إن دي بي (الإنجليزية)